# Beratón
Beratón település Spanyolországban, Soria tartományban. Beratón Borobia, Ólvega, Cueva de Ágreda, Añón de Moncayo és Purujosa községekkel határos. Lakosainak száma 41 fő (2024).

## Népesség
A település népessége az elmúlt években az alábbi módon változott:
| Lakosok száma | 35   | 40   | 45   | 37   | 39   | 36   | 28   | 47   | 36   | 41   |
|               | 2001 | 2004 | 2007 | 2009 | 2012 | 2014 | 2017 | 2019 | 2022 | 2024 |